# Mihai Eminescu
Mihai Eminescu (egentligen: Mihai Eminovici), född 15 januari 1850 i Botoșani, död 15 juni 1889 i Bukarest, var en senromantisk poet, och är förmodligen den mest kände rumänske poeten.
Eminescu rymde från skolan vid 14 års ålder och anslöt sig till ett resande teatersällskap. Han återupptog senare sin skolgång och studerade från 1869 filosofi och filologi i Wien och Berlin. 1874 återvände han till Rumänien och arbetade som bibliotekarie vid universitetet i Iași och redaktör för den konservativa tidningen Timpul.
Eminescu hade stor betydelse för den rumänska diktningen genom sina Poesii (1884), som gavs ut efter att han 1883 blivit obotligt sinnessjuk. Han skrev romantisk lyrik, satirer och elegier, till en del under inflytande av Schopenhauer. Hans dikt ”Luceafarul” är en av de mest kända rumänska dikterna. Dikten har översatts till svenska av Jon Milos, då med titeln ”Hesperos”. Originalet syftar på latinets Lucifer, som syftar på aftonstjärnan. Eftersom detta på svenska är synonym med Djävulen, valde Milos istället det grekiska namnet på samma stjärna som översättning. 
Eminescu dog 1889 på ett sinnessjukhus i Bukarest.

## Utmärkelser
Asteroiden 9495 Eminescu är uppkallad efter honom.